# Shelton Benjamin
Shelton James Benjamin(sinh ngày 9 tháng 7 năm 1975) là một đô vật chuyên nghiệp người Mỹ nhưng trước đây anh chỉ là một đô vật nghiệp dư và hiện đang ký hợp đồng làm cho công ty World Wrestling Entertainment (WWE) ở thể loại RAW. Và trong thời gian ở WWE anh đã một lần giành đai The World's Greatest Tag Team cùng với Charlie Haas.
Ba lần giành đai WWE Intercontinental Champion và đã giành được đai WWE Tag Team Championship cùng với đai OVW Southern Tag Team Championship 2 đến 3 lần.